# Gradualizm w filozofiach orientalnych
Gradualizm (w filozofiach orientalnych) – stanowisko filozoficzne i religijne (soteriologiczne), dotyczące natury wyzwolenia, oświecenia lub przebudzenia (bodhi, satori, moksza). Głosi, że do oświecenia można dojść w wyniku długotrwałej praktyki doskonalenia duchowego, obejmującej doskonalenie cnót i wyzbywanie się wad, ascezę, medytację, kontemplację lub inne praktyki skupienia itp.
Stanowisko przeciwne zwane jest subityzmem.

## Recepcja

### Indie
Gradualizm występuje w jodze klasycznej, sankhji, dźinizmie, taoizmie, tzw. północnej szkole chan/zen, theravādzie i w niektórych innych szkołach buddyzmu, zwłaszcza tiantai, huayan, shingon i szkołach buddyzmu tybetańskiego.
W historii filozofii indyjskiej debatę na ten temat toczyli przedstawiciele mimansy i njai z przedstawicielami buddyzmu i dżinizmu. Stanowisko szkół należących do nurtu wedanty nie jest jednoznaczne.

### Chiny
W historii filozofii chińskiej zagadnienie to było przedmiotem debaty od III do XII wieku.